# Alvito (Włochy)
Alvito – miejscowość i gmina we Włoszech, w regionie Lacjum, w prowincji Frosinone.
Według danych na rok 2004 gminę zamieszkiwały 3032 osoby, 58,3 os./km².